# Vlag van Genepiën
De vlag van Genepiën is op 7 november 1995 bij raadsbesluit vastgesteld als de vlag van de Waals-Brabantse gemeente Genepiën. De vlag kan als volgt worden beschreven:
Drie banen van gelijke hoogte in de kleuren blauw, geel en blauw met in het midden van elke blauwe baan een gele fleur-de-lis.
De vlag werd pas op 30 april 1999 bevestigd door de Franse Gemeenschapsregering. De vlag is gebaseerd op het gemeentewapen.